# Goldene Kamera 1990
Die Verleihung der Goldenen Kamera 1990 fand am 23. Mai 1991 im Verlagshaus der Axel Springer GmbH in Berlin statt. Es war die 26. Verleihung dieser Auszeichnung. Das Publikum wurde durch Peter Tamm, den Vorstandsvorsitzenden des Axel-Springer-Verlages, begrüßt. Die Verleihung der Preise sowie die Moderation übernahmen Iris Berben und Günther Jauch. An der Veranstaltung nahmen etwa 150 Gäste teil. Die Verleihung wurde nicht im Fernsehen übertragen. Die Leser wählten in der Kategorie Beste/r Nachrichtensprecher/in ihre Favoriten.

## Preisträger

### Schauspieler
- Heinz Reincke – Geschichten aus der Heimat

### Bester Moderator
- Hape Kerkeling – Total normal

### Beste/r Nachrichtensprecher/in
- Hanns Joachim Friedrichs – Tagesthemen (1. Platz der Hörzu-Leserwahl)
- Ruprecht Eser – Heute-journal (2. Platz der Hörzu-Leserwahl)
- Sabine Christiansen – Tagesthemen (2. Platz der Hörzu-Leserwahl)
- Klaus Bednarz – Monitor (3. Platz der Hörzu-Leserwahl)

### Beste Nachwuchsschauspielerin
- Leslie Malton – Parfüm für eine Selbstmörderin, Gefährliche Verführung und Die Kupferfalle (Lilli-Palmer-Gedächtniskamera)

### Beste Regie
- Karin Brandauer – Marleneken

### Außergewöhnlicher Darsteller
- Klaus Maria Brandauer – Hanussen

### Kanzler derdeutschen Einheit
- Helmut Kohl

### Fußball-Weltmeister
- Deutsche Fußballnationalmannschaft für ihren Weltmeistertitel in Italien

### Schöpfer
- Herman van Veen – geistiger Vater der Zeichentrick-Ente Alfred Jodocus Kwak

## Sonstiges
- Wegen des Zweiten Golfkriegs wurde die Verleihungsgala vom 14. Februar auf den 23. Mai verlegt.

## Weblink
- Goldene Kamera 1991 – 26. Verleihung